# Leptogenys karawaiewi
Leptogenys karawaiewi är en myrart som beskrevs av Santschi 1928. Leptogenys karawaiewi ingår i släktet Leptogenys och familjen myror. Inga underarter finns listade i Catalogue of Life.